# الغرفة 207 (مسلسل)
الغرفة 207، مسلسل تلفزيوني مصري عُرض في عام 2022 على منصة شاهد، المسلسل من سيناريو وحوار تامر إبراهيم، ومن إخراج محمد بكير، مقتبس من رواية سر الغرفة 207 للكاتب أحمد خالد توفيق، ومن بطولة محمد فراج، ريهام عبد الغفور، ناردين فرج، مراد مكرم، كامل الباشا، يوسف عثمان ومريم الخشت. مكون من 10 حلقات.

## قصة المسلسل
تدور أحداث القصة في عام 1968، داخل فندق أصر صاحبه على بقاء الغرفة 207 بالرغم من الأهوال التي تدور فيه من الرعب والإثارة، حيث أودت بحياة كل من عاش فيه، حيث دخل كثيرون إلى الغرفة 207، لكن القليل منهم فقط تمكنوا من الفرار منه. حاملين ذكريات ما حدث لهم فيها بالإضافة إلى ذكريات لم يجرؤوا حتى على الإفصاح لأي أحد بها، والبطل "جمال الصواف" لم يستمع للتحذيرات ولم يهتم بما تخفيه الغرفة له، لذلك لم يلتزم بمكانه خلف طاولة الاستقبال. بعد ذلك يدخل الغرفة ليقلب حياته كلها رأسًا على عقب، ويبدأ في اكتشاف أسرار الغرفة، ثم أسرار حياته وماضيه، وفي كل مرة يتعين عليه دفع ثمن كل حقيقة يكتشفها، وما حدث ل"جمال الصواف" في الغرفة 207 وقع مع آخرين.

## طاقم التمثيل
- محمد فراج: (جمال الصواف)
- ريهام عبد الغفور: (شيرين حسني)
- ناردين فرج: (سارة)
- مراد مكرم: (الخواجة مايكل)
- يوسف عثمان: (مصطفى)
- مريم الخشت: (نادية)
- علي الطيب: (محسن عبد الدايم)
- كامل الباشا: (عم مينا)
- بيومي فؤاد: (فوزي)
- أسماء جلال: (فاتن جميل)
- أحمد خالد صالح: (محمد الصواف)
- سلوى عثمان: (عبير)
- محمود السراج: (دكتور سليم)
- عباس أبو الحسن: (ادريانو (والد الخواجة مايكل))
- محمود حافظ: (محمد الصايغ)
- إنجي أبو زيد: (د . شيرين حسني)
- دنيا ماهر: (فاطمة)
- سامية الطرابلسي: (ماجدة)
- آدم وهدان: (أكمل)
- هديل حسن: (سوسن)
- هشام إسماعيل: (والد أكمل)
- حسن العدل: (رجب)
- حمد فتحي أبو الريش: (ادم (ادامو))
- أحمد عزت
- جيهان الشماشرجي: (ماري مينا)
- جهاد حسام الدين: (هدى)
- ندى نادر: (لبني)
- سمر علام: (بديعة)
- أكرم الشرقاوي: (ريكاردو)
- نبيل عيسى: (ألفريدو)
- هنا زهران: (قمر)
- هشام الشاذلي: (رمزي)
- أحمد الرافعي: (حسن فوزي)
- رحاب نصر: (والدة (جمال الصواف))
- أحمد سليم: (وكيل النيابة)
- محمد دياب: (د. رفعت إسماعيل - ضيف شرف)
- وليد عبد الغني: (ضيف شرف)
- رزان مغربي: (ماريا)
- راسم منصور: (الوسيط الروحاني)

## فريق العمل
- إخراج: محمد بكير
- تأليف: أحمد خالد توفيق (مقتبس عن رواية سر الغرفة 207)
- سيناريو وحوار: تامر إبراهيم
- إنتاج: شاهد VIP
- مدير التصوير: أحمد زيتون
- مونتاج: معتز الكاتب
- موسيقى تصويرية: أشرف الزفتاوي